# Баварская народная партия
Баварская народная партия (нем. Bayerische Volkspartei; BVP) — консервативная католическая партия, самая влиятельная политическая сила Баварии в период Веймарской республики. Выражала интересы крестьянства и в целом сельских жителей, средней буржуазии и части промышленных кругов.

## История
Баварская народная партия была создана на базе баварского отделения католической Партии Центра 12 ноября 1918 года в Регенсбурге Георгом Геймом (руководитель баварского католического крестьянского движения) и Генрихом Хельдом (лидер фракции центристов в баварском парламенте). С 1919 по 1933 годы Баварская народная партия была самой влиятельной политической силой в Баварии, неизменно входя во все провинциальные правительства. Её представители трижды становились премьер-министрами Баварии:
- Гуго фон Лерхенфельд-Кёферинг (21 сентября 1921 — 8 ноября 1922),
- Ойген фон Книллинг (8 ноября 1922 — 1 июля 1924),
- Генрих Хельд[англ.] (2 июля 1924 — 10 марта 1933).

В 1929—1933 председателем партии (но не лидером) был Фриц Шеффер.
В первых в веймарской Германии федеральных выборах 19 января 1919 года Баварская народная партия участвовала вместе с Партией Центра, сформировав в Национальном собрании единую депутатскую группу. Позднее отношения партий ухудшились и они нередко конкурировали друг с другом на выборах. Так, на президентских выборах 1925 года в первом туре обе партии выдвинули своих кандидатов (кандидат БНП Г. Хельд набрал 3,75 % голосов), а во втором туре Баварская народная партия вошла в «Имперский блок», поддержавший Пауля фон Гинденбурга, а Партия Центра стала одним из основателей «Народного блока», который выдвинул Вильгельма Маркса. Только в 1927 году обе католические партии вновь стали сближаться.
На федеральных выборах в период с 1920 по 1932 годы Баварская народная партия получала от 31,6 до 39,4 % голосов баварских избирателей, что обеспечивало партии от 3,0 до 4,3 % голосов от всех избирателей Германии. После начала Великой депрессии и роста популярности НСДАП в начале 1930-х годов в отличие от других буржуазных партий (например Национальной народной, Народной и демократов) Баварская народная смогла избежать резкого падения популярности, благодаря тому, что основу её электората составляли консервативно настроенные сельчане-католики, менее восприимчивые к нацистской пропаганде и отличающиеся повышенной лояльностью.
После захвата власти нацистской партией и начала политики гляйхшальтунг, захвата контроля над общественными и политическими процессами в жизни государства и общества, Баварская народная партия была распущена 4 июля 1933 года.

## Идеология
В отличие от общегерманской Партии Центра баварские центристы традиционно занимали более консервативные позиции, в частности в оценке Ноябрьской революции. Важной для партии также была защита интересов Баварии, в связи с чем делался акцент на построении федеративного государства в Германии. Хотя в целом партия признавала Веймарскую конституцию, в ней, как и во всей земле, существовали антиреспубликанские настроения, особенно на правом фланге, что проявлялось, в частности, в желании части членов партии возродить монархию (многие баварцы не принимали свержения династии Виттельсбахов в 1918 году) и в попытках исключить из баварской политики социал-демократов.

## Послевоенная Германия
После Второй мировой войны Баварская народная партия, в отличие от родственной ей Партии Центра, не была воссоздана. Её преемниками можно рассматривать основанные в 1946 году консервативно-католический Христианско-социальный союз и консервативно-сепаратистскую Партию Баварии.

## Поддержка партии на федеральных выборах и количество мест в Рейхстаге
| Количество поданных голосов (%) |
| ------------------------------- |
|                                 |

| Мест в Рейхстаге |
| ---------------- |
|                  |

Источник: Der Freistaat Bayern Reichstagswahlen 1919—1933 (нем.)

## Поддержка партии на земельных выборах и количество мест в Ландтаге
| Количество поданных голосов (%) |
| ------------------------------- |
|                                 |

| Мест в Ландтаге |
| --------------- |
|                 |

Источник: Der Freistaat Bayern Landtagswahlen 1919—1933 (нем.)

## Известные члены партии
С 1919 по 1923 годы членом Баварской народной партии был Генрих Гиммлер, впоследствии один из главных политических и военных деятелей нацистской Германии.